# Автошлях E841
Європейський маршрут E841 — європейський автомобільний маршрут категорії Б, що проходить по території Італії і з'єднує міста Авелліно і Салерно.

## Маршрут
Весь шлях проходить через такі міста:
- Італія
  - E45 Авелліно
  - E842 Салерно